# Cao Jun (Physiker)
Cao Jun (chinesisch 曹俊 Cáo Jùn; * im Dezember 1972 in Changde, Hunan) ist ein chinesischer Physiker und Hochschullehrer. Er ist seit Oktober 2024 Direktor des Institut für Hochenergiephysik der Chinesischen Akademie der Wissenschaften (IHEP).

## Leben und Wirken
Cao studierte Physik an der Universität Wuhan und schloss 1993 mit dem B.Sc. ab. 1998 promovierte er am Institut für Hochenergiephysik der Chinesischen Akademie der Wissenschaften (IHEP) in Phenomenological Particle Physics. Als Postdoc war er danach bis zum Jahr 2000 am Laboratoire de l'Accélérateur Linéaire (LAL) in Orsay, Frankreich, von wo aus er am H1-Experiment am DESY arbeitete. Im Anschluss war er bis 2004 an der University of Michigan in den USA, wo er am MiniBooNE des Fermilab beteiligt war.
Seit 2004 forscht und lehrt er am IHEP. Er leitete Design und Konstruktion des Antineutrino-Detektors sowie die Produktion des Flüssigszintillators und die Datenanalyse beim Daya-Bay-Experiment. Seit 2013 ist der Co-Speaker der Kollaboration. Er war einer der Initiatoren des Taishan Antineutrino Observatory (TAO) und des Jiangmen Underground Neutrino Observatory (JUNO). Er ist Co-Speaker der JUNO-Kollaboration.
Seit Oktober 2024 ist er Direktor des IHEP, als Nachfolger von Wang Yifang. Er ist Mitglied des ICFA-Neutrino-Panel (ICFA: International Committee for Future Accelerators) und des Neutrino-Panel der IUPAP.

## Auszeichnungen
- 2013: Outstanding Science and Technology Achievement Prize, Chinesische Akademie der Wissenschaften (CAS)[2]
- 2013: C.N. Yang Award der Association of Asia-Pacific Physical Societies (benannt nach dem Nobelpreisträger Chen Ning Yang), für seine Beiträge zum Daya-Bay-Experiment[5][3]
- 2016: Erster Preis des State Natural Science Award von China[2]